# Philippe Coupey
Philippe Reiryū Coupey né à New York en 1937 est maître et moine zen dans la lignée sōtō de Taisen Deshimaru et de Kodo Sawaki.

## Parcours
Après des études de littérature, il s’installe à Paris en 1968 où il rencontre le maître zen Taisen Deshimaru quatre ans plus tard. Il deviendra Reiryū Coupey, moine zen dans la tradition Soto, lignée directement transmise de maître à disciple et dont la pratique est shikantaza : seulement s’asseoir, sans but ni esprit de profit.
Il sera l’un des proches disciples de Deshimaru, effectuant pour lui différents travaux comme la retranscription de ses enseignements. Il le suit jusqu'à sa mort en 1982. Après quoi, il continue d’œuvrer et d’enseigner au sein de l’Association Zen Internationale (AZI). Il dirige chaque année depuis 1994 une des sessions d’été au temple de la Gendronnière.
Il est enseignant et référent spirituel d’une trentaine de dojos en France, en Allemagne, en Angleterre et en Suisse.
Philippe Coupey pratique et enseigne le zen au Dojo Zen de Paris et dans le groupe de Seine Zen à Paris 13e, ainsi que dans de nombreuses sesshin (périodes intenses de la pratique de zazen) en France et en Allemagne, organisées par ses disciples du Sangha Sans demeure.
Il a reçu, le 31 août 2008, au Dojo Zen de Paris, la transmission du Dharma de Maître Kishigami Kojun.
Il est l'auteur de plusieurs ouvrages, en français et en anglais, sur le zen. Il a également collaboré étroitement à la rédaction d'un certain de livres de T. Deshimaru.

## Ouvrages de Philippe Coupey

### Livres en français
- (avec Guyseika), Minuit est la vraie lumière. La vie d'un moine zen, Noisy-sur-École, Éditions de l'Éveil, 2023, 256 p.  (ISBN 9782374150468)
- Fragments Zen. Mémoires de chair, Paris, Éditions l’Originel - Charles Antoni, 2021, 96 p.  (ISBN 979-1-091-41388-6)
- Les 10 taureaux du zen, Nantes, Sauvagerie Productions, 2020, 64 p.  (ISBN 978-2-490-13907-1)
- Zen d'aujourd'hui. Face aux pièges de l'ego, Paris, Éditions Le Relié, 2014, 209 p.  (ISBN 978-2-354-90125-7)
- Le chant du vent dans l’arbre sec. Douze poèmes du Sansho Doei de Maître Dōgen et le Komyozo Zanmai de son disciple et successeur Koun Ejō, Paris, Éditions l’Originel - Charles Antoni, 2011, 157 p.  (ISBN 978-2-910-67794-7)
- Zen simple assise. Le Fukanzazengi de Maître Dōgen, Gap, Éditions Désiris, 2009, 120 p.  (ISBN 291-541-839-X)
- Mon corps de lune. Quarante-six poèmes du Eiheikoroku de maître Dogen, préface de Éric Rommeluère, Gap, Éditions Désiris, 2007, 238 p.  (ISBN 978-2-915-41818-7)
- Dans le ventre du Dragon Vol.1. Le Shinjinmei de Maître Sosan, Paris, Éditions Deux versants, 2002, 283 p.  (ISBN 978-2-951-53955-6)

### Traductions en anglais
- In the Belly of the Dragon (Vol. 1 et 2), A Zen Monk s Commentary on the Shinjinmei by Master Sosan, Hohm Press, Arizona, 2020  (ISBN 978-1-942-49353-2)
- The Song of the Wind in the Dry Tree: Commentaries on Dogen's Sansho Doei and Koun Ejo's Komyozo Zanmei, Hohm Press, Arizona, 2014 (ISBN 978-1-935-38782-4)
- Zen, Simply Sitting: The Fukanzazengi by Master Dogen, Hohm Press, Arizona 2007  (ISBN 978-1-890-77261-1).
- In the Belly of the Dragon, vol. 1: The Shinjinmei by Master Sosan, New Orleans, American Zen Association, 2005  (ISBN 0-972-80491-9).

### Livres en allemand
- Tun und Lassen. Zen und das Entdecken des Wirklichen, Heidelberg, W. Kristkeitz Verlag, 2020 (ISBN 978-3-948-37807-3)
- San Do kai. Kommentar zum Sandokai von Meister Sekito) Bremen, Shin Edition, 2005 (ISBN 3-933-99516-7)

### Enseignements de Taisen Deshimaru – Mis par écrit par Philippe Coupey
- Zen & Budo (livre bilingue anglais/français), Paris, Éditions Budo, 2020 [2014], 157 p.,  (ISBN 978-2-846-17323-0)
- Les Deux Versants du Zen, Noisy-sur-École, Éditions de l’Éveil, 2018, 351 p. (ISBN 978-2-374-15001-7)
- Zen et karma. La vision du karma dans l'enseignement zen [selon T. Deshimaru], Noisy-sur-École, Éditions de l'Éveil, 2016, 240 p. Nouvelle édition intégralement revue et corrigée de La voix de la vallée, 1994  (ISBN 978-2-374-15000-0)
- Le rugissement du Lion. Zen rinzai et soto zen. Enseignement de Maître Taisen Deshimaru, Monaco, Éditions du Rocher, 1994, 360 p.,  (ISBN 2-268-01238-7) (BNF 35723224)
- La voix de la vallée. Enseignement d'un maître zen, Monaco, Éditions le Rocher, 1994, 286 p.,  (ISBN 2-268-0169-78)

### Fictions, sous le pseudonyme M.C. Dalley
- Un Remède de cheval, Romeyer, Deux Versants Éditeur,  2008 [2000], 250 p.,  (ISBN 978-2-952-01153-2)
- Le Temple de l’Évanescence, Romeyer, Deux Versants Éditeur, 2011, 450 p.,  (ISBN 978-2-952-01155-6)